# Schmidtiana strumosa
Schmidtiana strumosa là một loài bọ cánh cứng trong họ Cerambycidae.